# Konrad Kraus (Architekt)
Konrad Kraus  (* 25. Oktober 1833 in Mainz; † 21. Mai 1886 ebenda) war ein deutscher Architekt und Schriftsteller.

## Leben

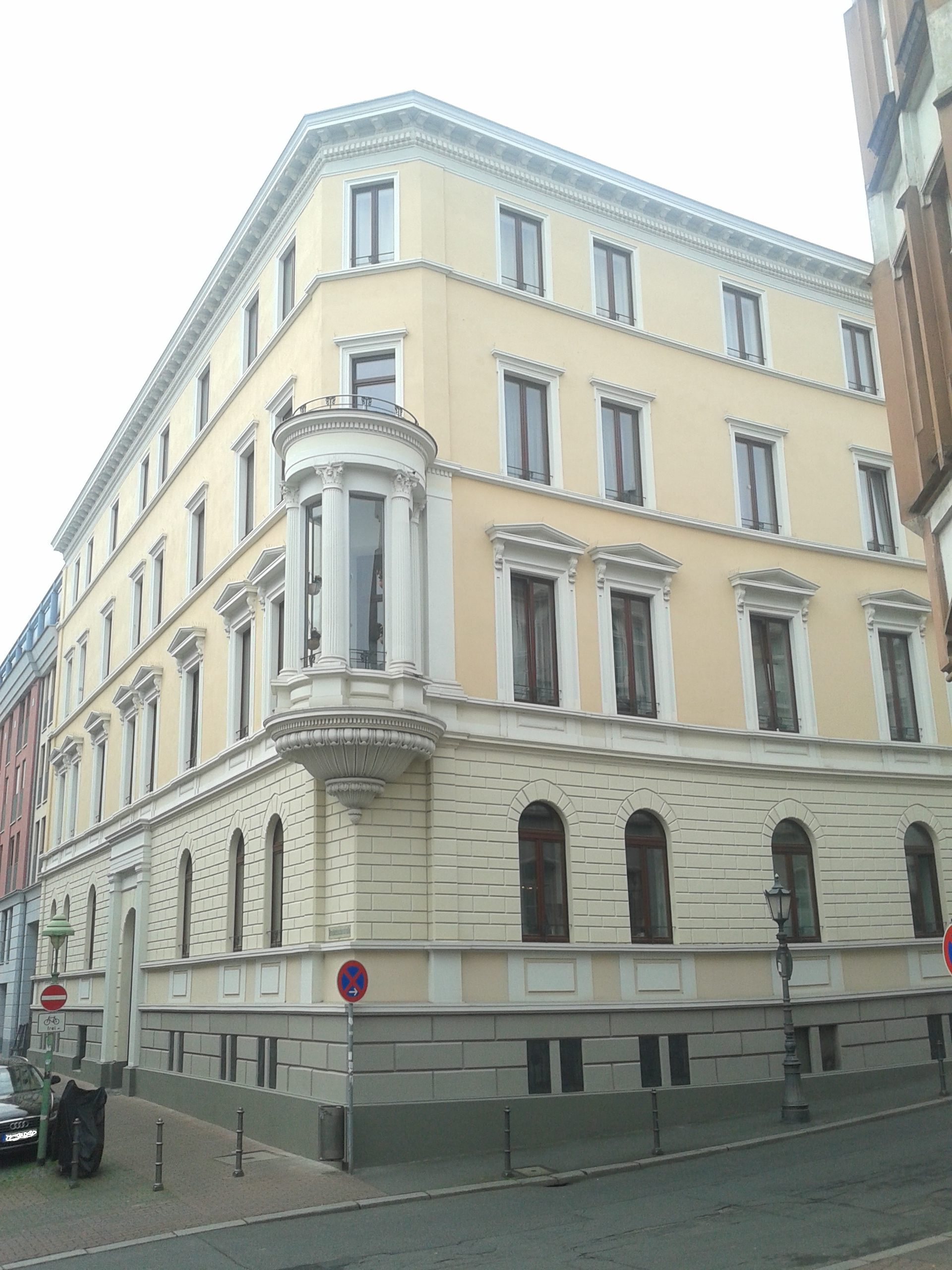
Breidenbacherstraße 25

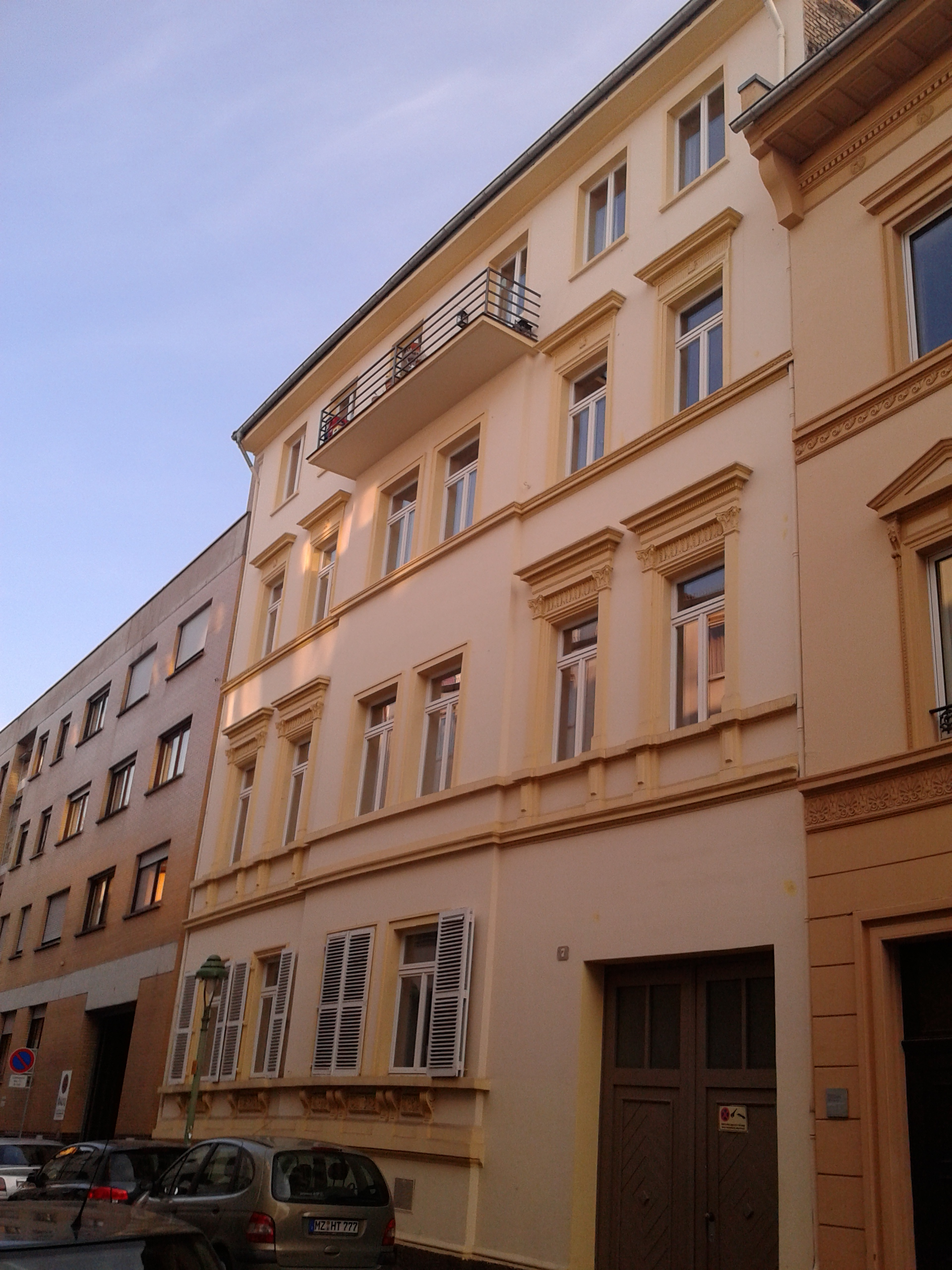
Walpodenstraße 7

Kraus wurde als Sohn des Kreisrichters Laurenz Joseph Kraus in Mainz geboren. Nach dem frühen Tod des Vaters wuchs er bei einem Onkel auf.
Er besuchte die Großherzoglich Hessische Provinzial-Realschule Mainz und wechselte anschließend auf die Polytechnische Schule Darmstadt, eine Vorgängereinrichtung der Technischen Universität Darmstadt. Hier studierte er Bauwesen. Nach einigen Semestern wechselte er nach München und besuchte dort die Kunstakademie. Er machte erste Erfahrungen als Architekt in Paris und London und kehrte 1859 nach Mainz zurück. Hier gründete er ein Baugeschäft und baute vor allem Wohnhäuser in historisierender Form unterhalb des Kästrichs. An den von ihm gebauten Häusern in der Walpodenstraße 7, Breidenbacherstraße 25 oder Kupferbergterrasse 16 kann man noch heute den nachempfundenen Stil der italienischen Renaissance und die reichhaltige Ornamentik bewundern.
Für sich und seine Familie baute er eine repräsentative Villa auf der Kupferbergterrasse 16, die heute unter Denkmalschutz steht.
In seiner Londoner Zeit soll er gute Kontakte zum britischen Königshaus aufgebaut haben. Dies führte zu einem ersten Großauftrag. Nachdem die Entwürfe von drei Darmstädter Architekten für das Neue Palais in Darmstadt bei Großherzog Ludwig IV. von Hessen und bei Rhein und seiner Frau Alice keinen Gefallen gefunden hatten, wandte sich das Paar an den Mainzer Bauunternehmer und Architekten Konrad Kraus. Dieser hatte ein palazzoartiges Gebäude im Stil der Neorenaissance in Kastel geschaffen, das dem Fürstenpaar gefiel. Kraus musste in wenigen Tagen einen ersten Entwurf für das Neue Palais erstellen. Der ca. 80 m lange Palais sollte im Äußeren den italienischen Stil und im Inneren den englischen Stil berücksichtigen. Die Pläne wurden angenommen und nach einer mehrjährigen Bauzeit konnte das Palais 1866 bezogen werden. Am Ende der Bauphase musste Konrad Kraus feststellen, dass die festgelegten 120.000 Gulden für den Bau nicht ausreichten. Er musste daraufhin sein Baugeschäft schließen. Da die ersten Versuche, eine neue Existenz aufzubauen, scheiterten, musste er schließlich auch seine Gemäldesammlung veräußern.
Unter einem Pseudonym veröffentlichte er eine Erzählung, die vom Publikum positiv aufgenommen wurde. Daraufhin betätigte er sich fortan als Schriftsteller. Sein literarisches Erstlingswerk Aus dem Strickkörbchen meiner Großmutter erschien zunächst in einer Zeitung und hatte derart großen Erfolg, dass es später als Buch unter dem Titel Das Eckhaus an der Albanskirche aufgelegt wurde; es folgten weitere Werke, die allesamt fesselnd geschrieben sind und sich sowohl durch Humor als auch durch ihren historischen Hintergrund auszeichnen. Er verfasste eine Reihe von Novellen, Lustspielen und Romanen. Seine bekanntesten Werke sind u. a.
- Das Eckhaus an der Albanskirche. Eine historische Erzählung aus den letzten Tagen von Kurmainz (1877),
- Das Muhkalb, später umbenannt in Clarissa. Eine Erzählung aus der Rococcozeit (1880),
- Alte Geschichten vom Rhein,
- Ultra Montes,
- Junker Henne von Knebel,
- Der Tag von Seckendorff,
- Friedrich Carl von Würzburg,
- Hans Gensfleisch, der Gutenberger (1880),
- Der Überfall im Schlangenbad. Geschichtliche Novelle aus der Zeit der rheinischen Kurfürsten (1883) sowie
- Castilia. Eine Novelle aus dem Zeiten des Kurfürsten Johann Philipp von Schönborn (1884).

Sein Erfolgsrezept war die Verbindung von kulturhistorischen Aspekten mit Zutaten aus der Herrschaftsgeschichte. Die Erzählungen brachten die Liebe zur Heimat zum Ausdruck. Er galt den Zeitgenossen als „Künder des Rheinlandes“. Die Geschichten erlebten zum Teil mehrere Auflagen und erreichten einen großen Leserkreis.
Kraus engagierte sich mit Liedern und Vorträgen auch in der Mainzer Fassenacht.
In seinen letzten Jahren war er morphinsüchtig. Er starb im Alter von 52 Jahren. Sein Grab befindet sich auf dem Hauptfriedhof Mainz.